# 묘법연화경 권1∼3
묘법연화경 권1∼3(妙法蓮華經 卷一∼三)은 서울특별시 은평구, 심택사에 있는 조선시대의 불경이다. 2015년 6월 18일 서울특별시의 유형문화재 제375호로 지정되었다.

## 지정 사유
묘법연화경 권1∼3은 보물 제1153호와 동일한 판본으로 현전하는 권책 수도 동일하다. 그러나 보물 제1153호보다 후인본이며, 권1의 39장 후면과 제 40장 그리고 권2의 제17장이 결락되어 있고 간행 시기를 알 수 없다. 그럼에도 불구하고 전본(傳本)이 극히 드문 판본으로서 가치가 인정되므로 서울특별시 유형문화재로 지정하였다.

## 조사 보고서
『묘법연화경』은 석가모니 부처님의 40년 설법을 집약한 경전으로 가장 널리 알려진 대승경전의 하나이다. 법화사상을 담고 있는 천태종의 근본경전으로 보통 『법화경』이라고 한다. 구마라집(344~413)이 406년에 한역한 경전이 많이 간행 유통되었고, 송나라의 계환(戒環)의 주해본이 우리나라에 크게 유행되었다.
이 책은 전7권 중에서 권1-3의 3권 1책이다. 권두에는 변상이라는 제명에 이어 신중상(神衆像)과 변상도가 있다. 신중상의 우측 하단에는 “보능도(宝能刀)”와 같이 보능이 새긴 사실을 밝혀 놓았다. 권3의 본문이 끝난 뒤(제59장)에 “황진손서(黃振孫書)”라는 서사자 표시가 있다. 그러므로 15세기에 황진손이 쓴 판하본으로 간행한 판본이다. 이 판본은 이설(異說)이 있기는 하나 성달생(成達生)이 쓴 계통과 구별되는 조선전기의 독자적인 판본으로 인정되고 있다.
권3의 본문 뒤에는 “묘법연화경권제삼(妙法蓮華經卷第三)”이라는 권차에 이어 동원자로
참여한 명단(제59장)이 있다. 59장의 전면에는 옥룡사(玉龍寺)의 신민(信敏) 등 대사 3인, 천사사(川四寺)의 전심(田心) 등 대선사 4인, 송림사(松林寺)의 해혜(海惠) 등 선사 18인, 신관(信寬) 등 입선(入選) 10인이 있다. 후면에도 홍일(洪一) 등 대선사 5인, 학혜(學惠) 등 선사 5인,신봉(信峯) 등 승려 22인, 사정(司正) 이극상 양주(李克常 兩主) 등 7인도 참여한 사실을 알 수 있다. 옥룡사, 안국사(安國寺), 복영사(福灵寺), 천사사, 송림사, 광안사(廣安寺), 월암사(月菴寺) 등 여러 사찰의 주지로 보이는 승려들이 함께 참여하고 있는 것으로 보아 이 불경의 간행에 당시 불교계에서 광범위하게 동참한 사실을 알 수 있다.
15세기에 새긴 목판의 후인본인 심택사 소장의 이 『묘법연화경』(권1-3)은 보물 제1153호(1993.4.27.지정)와 동일한 판본이다. 또 현전하는 권책 수도 동일하다. 앞부분의 10장까지는 아랫부분이 보물 제1153호 보다 온전하다.
그러나 보물 제1153호(종이의 질이 우수한 초기의 선본)에 비해 후인본인데다 권1의 39장
후면과 제 40장 그리고 권2의 제17장이 결락되어 있다. 종이의 질 또한 지정본에 비해 떨어진다. 그래서인지 권3의 후반부로 갈수록 인쇄상태가 좋지 못한 장들도 보인다.
이러한 점 외에도 완본(完本)이 아닌 점, 간행 시기를 알 수 없다는 점 등에서 국가문화재로는 부족한 점이 있다. 그러나 전본이 극히 한전(罕傳)되는 판본이므로 서울특별시 유형문화재로 지정하여 보존하고자 한다.

## 참고 자료
- 묘법연화경 권1∼3 - 국가유산청 국가유산포털